# Walton Island, Nunavut
Walton Island är en ö i Kanada.   Den ligger i territoriet Nunavut, i den östra delen av landet, 1 200 km norr om huvudstaden Ottawa. Arean är 4,9 kvadratkilometer.
Terrängen på Walton Island är mycket platt. Öns högsta punkt är 21 meter över havet. Den sträcker sig 6,5 kilometer i nord-sydlig riktning, och 2,4 kilometer i öst-västlig riktning.